# Hrvatski učiteljski dom
Hrvatski učiteljski dom (Dom saveza učiteljskih društava), bivši učiteljski dom u Zagrebu. Danas je u njemu smješten Hrvatski školski muzej.

## Povijest
Gradilo ga se na ondašnjem Sveučilišnom trgu od 1888. do 1889. godine po projektu arhitekata Lavoslava Hönigsberga i Julija Deutscha. Hönigsberg ju je projektirao u neorenesansnom stilu. Bio je to tad drugi učiteljski dom u Europi i prvi u Hrvatskoj i bližem okružju. Građevinske radove izveo je Kuno Waidmann. Izgradnja ovog Doma bila je kruna entuzijazma i djelovanja hrvatskog učiteljstva 70-ih i 80-ih 19. stoljeća. Izgradnjom se dokazalo afirmaciju učiteljskog staleža Od 1901. je u zgradi smješten Hrvatski školski muzej.

## Zaštita
Zgrada je zaštićeno kulturno dobro.